# Arthur Kennedy
Arthur Kennedy (n. 17 februarie 1914 – d. 5 ianuarie 1990) a fost un actor american de film.

## Filmografie (selecție)
- 1940 - City of Conquest
- 1941 - High Sierra
- 1941 - They Died with Their Boots On
- 1942 - Desperate Journey
- 1943 - Air Force
- 1947 - Boomerang!
- 1949 - Too Late for Tears
- 1949 - Champion
- 1950 - Menajeria de sticlă (The Glass Menagerie), regia Irving Rapper
- 1951 - Bright Victory
- 1952 - Bend of the River
- 1952 - Rancho Notorious
- 1955 - Omul din Laramie (The Man From Laramie), regia Anthony Mann
- 1955 - Trial
- 1957 - Peyton Place
- 1958 - Some Came Running
- 1960 - Elmer Gantry
- 1961	– Crimă a spus ea (Murder, She Said)
- 1962 – Aventurile unui tânăr (Hemingway's Adventures of a Young Man), regia Martin Ritt
- 1962 - Barabbas
- 1962 - Lawrence al Arabiei (Lawrence of Arabia)
- 1964 - Toamna Cheyennilor (Cheyenne Autumn), regia John Ford
- 1966 Călătorie fantastică (Fantastic Voyage), regia Richard Fleischer
- 1966 - Nevada Smith, regia Henry Hathaway
- 1977 Santinela damnaților (The Sentinel), regia Michael Winner
- 1989 - Signs of Life
- 1990 - Grandpa